# Xuban Errazkin
Xuban Errazkin Pérez (nascido em 25 de agosto de 1996 em Usurbil ) é um ciclista espanhol que alinha para a equipa Vito–Feirense–BlackJack.

## Palmares
2016
1ª Fase 1 Volta a Portugal do Futuro
2018
4º Grande Prêmio Priessnitz geral
5ª Geral Vuelta Ciclista Comunidad de Madrid
1º Classificação jovem ciclista
10º GP Geral Beiras e Serra da Estrela